# 3-я гвардейская моторизованная инженерная бригада
3-я гвардейская моторизованная инженерная Берлинская орденов Кутузова, Богдана Хмельницкого,Александра Невского и Красной Звезды бригада — воинское соединение ВС СССР в Великой Отечественной войне

## История
Сформирована в августе 1944 года на 1-й Украинский фронте как 20-я отдельная моторизованная инженерная бригада. В неё вошли 63-й и 88-й моторизованные инженерные и 49-й моторизованный понтонно-мостовой батальоны.

### В период Великой Отечественной войны
В Висло-Одерской операции 1945 года бригада обеспечивала боевые действия 4-й танковой армий 1-го Украинского фронта, личный состав бригады успешно осуществлял инженерную разведку маршрутов движения войск, прокладку колонных путей, постройку и усиление мостов при форсировании реки Чарна. За образцовое выполнение заданий командования бригада была награждена орденом Кутузова 2-й степени (19.2.1945). При захвате плацдарма на западном берегу реки Одер её войны в короткий срок подготовили десантные, паромные и мостовые переправы и своевременно обеспечили форсирование реки соединениями и частями 4-й танковой армии, 3-й гвардейской армии и 13-й армии. За успешное выполнение задач при форсировании рек Одер и Бобер бригада награждена орденом Богдана Хмельницкого 2-й степени (5.4.1945) и преобразована в 3-ю гвардейскую отдельную моторизованную инженерную бригаду (15.4.1945).
В Нижне- и Верхне-Силезской наступательных операциях бригада обеспечивала действия 4-й гвардейской танковой армии, своевременно выстроила 4 моста под тяжёлую технику, успешно выполнила работы по разминированию, за что была награждена орденом Красной Звезды (26.4.1945).
В Берлинской наступательной операции части бригады под огнём противника подготовили переправы через реку Шпре, создав условия для преодоления реки соединениями 5-й гвардейской армии, затем принимали участие в штурме Берлина.
В мае 1945 года бригада вместе с войсками 4-й гвардейской танковой армии участвовала в освобождении Праги. За успешной выполнение боевых задач командования в Берлинской и Пражской операциях бригада награждена орденом Александра Невского (26.5.1945), ей было присвоено почётное наименование Берлинской (4.6.1945), а её 32-му гвардейскому инженерному батальону — почётное наименование Пражского (11.6.1945).

### Послевоенный период
В январе 1946 года бригада была преобразована в 3-ю гвардейскую инженерно-сапёрную бригаду, которая в июне того же года была переформирована в 44-й гвардейский понтонно-мостовой полк 4-й гвардейской танковой армии.

## Состав
ОКР «Смерш» гв. капитан Лавров;
32-й гвардейский отдельный мото-инженерный Пражский ордена Богдана Хмельницкого батальон;
33-й гвардейский отдельный мото-инженерный Каменец-Подольский Краснознаменный ордена Кутузова батальон (гв. капитан Быков);

## Подчинение
1-й Украинский фронт

## Командование
- Командиры
- Б. А. Ломачинский (август — сентябрь 1944), подполковник
- В. Ф. Львов (сентябрь — ноябрь 1944), подполковник
- А. С. Гершгорин (ноябрь 1944 — январь 1945), полковник
- М. П. Бардин (январь — март 1945), подполковник
- А. Ф. Шаруда (март — май 1945), подполковник

## Награды и наименования
- 19 февраля 1945 года —  орден Кутузова II степени — награждена указом Президиума Верховного Совета СССР от 19 февраля 1945 года за образцовое выполнение боевых заданий командования на фронте борьбы с немецкими захватчиками, обеспечение боевых действий 4 гвардейской танковой армии и проявленные при этом доблесть и мужество. Орден унаследован от 20 моторизованной инженерной бригады.
- 5 апреля 1945 года — Орден Богдана Хмельницкого II степени — награждена указом Президиума Верховного Совета СССР от 5 апреля 1945 года за образцовое выполнение боевых заданий командования на фронте борьбы с немецкими захватчиками, успешное выполнение боевых задач при форсировании рек Одер и Бобер и проявленные при этом доблесть и мужество. Орден унаследован от 20 моторизованной инженерной бригады.
- 15 апреля 1945 года — Почётное звание  «Гвардейская» — присвоено приказом Народного комиссара обороны СССР за проявленную отвагу в боях за Отечество с немецкими захватчиками, за стойкость, мужество, дисциплину и организованность, за героизм личного состава.
- 26 апреля 1945 года —  Орден Красной Звезды — награждена указом Президиума Верховного Совета СССР от 26 апреля 1945 года за образцовое выполнение боевых заданий командования на фронте борьбы с немецкими захватчиками, успешное обеспечение действий 4-й гвардейской танковой армии в Нижне- и Верхне-Силезской наступательных операциях и проявленные при этом доблесть и мужество.
- 26 мая 1945 года —  Орден Александра Невского — награждена указом Президиума Верховного Совета СССР от 26 мая 1945 года за образцовое выполнение боевых заданий командования на фронте борьбы с немецкими захватчиками, успешные боевые действия в Берлинской и Пражской операциях и проявленные при этом доблесть и мужество.
- 4 июня 1945 года — Почётное наименование «Берлинская» — присвоено приказом Верховного Главнокомандующего № 0109 от 4 июня 1945 года за отличие в боях при овладеним Берлином.

## Отличившиеся воины
За время войны 1586 воинов бригады были награждены орденами и медалями, 7 удостоены звания Героя Советского Союза:
- Душеин, Владимир Васильевич, гвардии ефрейтор, сапёр 33-го гвардейского отдельного моторизованного инженерного батальона.
- Мартыненко, Михаил Петрович, гвардии старший сержант, комсорг 33-го гвардейского отдельного моторизованного инженерного батальона.
- Рунов, Борис Александрович, гвардии младший лейтенант, командир инженерной роты 32-го гвардейского отдельного моторизированного инженерного батальона.
- Хомяков, Леонид Петрович, гвардии младший лейтенант, командир взвода 33-го гвардейского отдельного моторизированного инженерного батальона.
- Шихов, Павел Андреевич, гвардии ефрейтор, сапёр 33-го гвардейского отдельного моторизованного инженерного батальона.

 Кавалеры ордена Славы трёх степеней.
- Дульцев, Александр Семёнович, старший сержант, командир отделения разведки 159 отдельного моторизованного понтонно-мостового батальона 20 моторизованной инженерной бригады